# Austrolimnophila laetabunda
Austrolimnophila laetabunda är en tvåvingeart som beskrevs av Alexander 1960. Austrolimnophila laetabunda ingår i släktet Austrolimnophila och familjen småharkrankar. Inga underarter finns listade i Catalogue of Life.